# Weczirnij bulwar (stacja szybkiego tramwaju)
Weczirnij bulwar (ukr. Вечірній бульвар) – podziemna stacja szybkiego tramwaju w Krzywym Rogu na Ukrainie. Została otwarta 26 grudnia 1986 r. Do 2016 r. nosiła nazwę „Majdan Artema”.

## Opis
Weczirnij bulwar to płytka stacja kolumnowa z dwoma peronami brzegowymi. Kolumny wyłożone są brązowym marmurem, a ściany płytkami ceramicznymi. Naziemny hol ma formę rotundy i znajduje się na narożniku ulic Pawła Głazowoho, Kosmonawtiw і alei parkowej, która prowadzi do ulicy Włodzimierza Wielkiego – jednej z arterii biegnących przez miasto.
Stacja położona jest obok Weczirnego bulwaru (do 1975: 4. mikrorejon RU im. Kirowa) – osiedla mieszkaniowego wzniesionego w latach 70. i 80. XX wieku. Zgodnie z początkowym projektem, wzdłuż ulic Pawła Głazowoho i Kosmonawtiw linia szybkiego tramwaju miała przebiegać na powierzchni; stacja była więc planowana jako naziemna. Takie rozwiązanie stworzyłoby jednak barierę dzielącą osiedle na dwie części. Dlatego też ten odcinek linii (długości 2,3 km) zbudowano pod ziemią. Pozostawiono na powierzchni pas technologiczny, ale uniknięto odcięcia jednej części osiedla od drugiej.